# Heliophila leptophylla
Heliophila leptophylla är en korsblommig växtart som beskrevs av Rudolf Schlechter. Heliophila leptophylla ingår i släktet solvänner, och familjen korsblommiga växter. Inga underarter finns listade i Catalogue of Life.